# Pfarrhaus (Oberstreu)

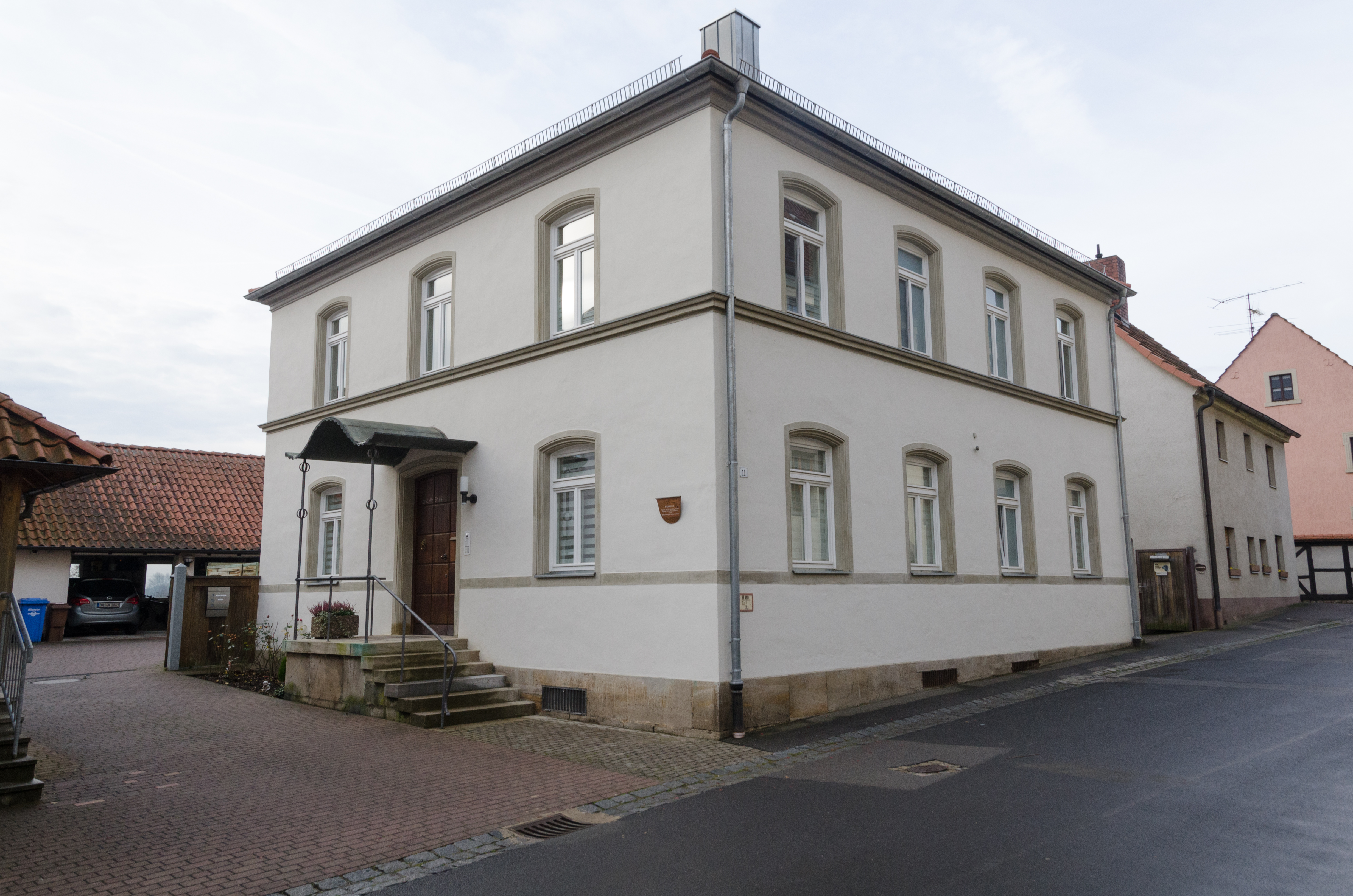
Das Pfarrhaus in Oberstreu

Das Pfarrhaus in Oberstreu, einer Gemeinde im unterfränkischen Landkreis Rhön-Grabfeld, wurde im Jahr 1834 errichtet. Das Haus in der Kirchstraße 11 ist ein geschütztes Baudenkmal.
Das massiv gemauerte Gebäude ist zweigeschossig mit einem Pyramiddach. Obwohl es in Würfelform angelegt ist, besitzt es drei zu vier Fensterachsen. Die Fenster sind Segmentbögen.